# NGC 7522
NGC 7522 — звезда в созвездии Водолей.
Этот объект входит в число перечисленных в оригинальной редакции «Нового общего каталога».